# Nolato
Nolato är en svensk, börsnoterad koncern med verksamhet i Europa, Asien och Nordamerika, som utvecklar och tillverkar produkter i polymera material som plast, silikon och TPE (termplastisk elast). Nolato grundades 1938 som Nordiska Latexfabriken i Torekov AB och har alltjämt huvudkontor och två produktionsenheter i Torekov. 
Koncernen är organiserad i två affärsområden: 
- Medical Solutions (tillverkning av komplexa produktsystem och komponenter inom medicinteknik samt avancerade förpackningslösningar för läkemedel och kosttillskott).
- Engineered Solutions (tillverkning av komponenter och produktsystem i plast och TPE till kunder inom fordon, hygien, förpackningar, trädgård/skog, möbler samt produkter och system för EMI-skärmning).

Nolato hade år 2024 i medeltal 5700 anställda, varav 12 % i Sverige, och resten i Europa, USA och Asien. 2024 omsatte koncernen 9664 miljoner SEK.
Nolatos B-aktier listas på Nasdaq Stockholm, där Nolato är ett Large Cap-företag inom sektorn Industrials.
De två grundarfamiljerna Jorlén och Boström innehar fortfarande röstmajoriteten i bolaget. 2016 köpte Herenco och familjen Hamrin Erik Paulssons A-aktier och blev således ny huvudägare tillsammans med de två grundarfamiljerna.
I koncernen ingår följande producerande bolag:
- Nolato Beijing (Beijing, Kina)
- Nolato Cerbo (Trollhättan, Sverige)
- Nolato Contour (Baldwin, WI, USA)
- Nolato Coverting (Beijing och Shenzhen, Kina)
- Nolato Dongguan (Dongguan, Kina)
- Nolato Gota (Götene, Sverige)
- Nolato Hungary (Mosonmagyaróvár, Ungern)
- Nolato Jaycare (Newcastle, Storbritannien)
- Nolato Lövepac (Skånes Fagerhult, Sverige)
- Nolato MediTech (Hörby och Lomma, Sverige)
- Nolato MediTor (Torekov, Sverige)
- Nolato Plastteknik (Göteborg, Sverige)
- Nolato Polymer (Torekov och Ängelholm, Sverige)
- Nolato Querétaro (Mexico)
- Nolato San Antonio (USA)
- Nolato Romania (Rumänien)
- Nolato Silikonteknik (Hallsberg, Sverige, Beijing, Kina och Penang, Malaysia)
- Nolato Sligo/Avenue (Irland)
- Nolato Stargard (Polen)
- Nolato Treff (Schweiz)
- Nolato Tucson (USA)
- Nolato Vermont (USA)